# Mannschaftskader der Interclubs Féminins 2002/03
Die Liste der Mannschaftskader der Interclubs Féminins 2002/03 enthält alle Spielerinnen, die in der französischen Interclubs Féminins 2002/03 mindestens eine Partie gespielt haben mit ihren Einzelergebnissen. 

## Allgemeines
Insgesamt wurden 36 Spielerinnen eingesetzt, wobei vier Vereine immer die gleichen Spielerinnen aufstellten und die übrigen vier Vereine insgesamt fünf Spielerinnen einsetzte. Am erfolgreichsten waren Antoaneta Stefanowa und Silvia Collas (beide Clichy), die alle drei Partien gewannen, je 2,5 Punkte aus 3 Partien erzielten Petra Schuurman, Marina Costagliola (beide Clichy), Bettina Trabert (Cannes), Marina Roumegous (Évry) und Stephanie Feuvrier (Mulhouse). Neben Stefanowa und Collas erreichte mit Myriam Weck (Mulhouse) eine weitere Spielerin 100 %, diese bestritt jedoch nur zwei Wettkämpfe.

## Legende
Die nachstehenden Tabellen enthalten folgende Informationen:
- Nr.: Ranglistennummer
- Titel: FIDE-Titel zu Saisonbeginn (Eloliste vom Januar 2003); GM = Großmeister, IM = Internationaler Meister, FM = FIDE-Meister, WGM = Großmeister der Frauen, WIM = Internationaler Meister der Frauen, WFM = FIDE-Meister der Frauen, CM = Candidate Master, WCM = Candidate Master der Frauen
- Elo: Elo-Zahl zu Saisonbeginn (Eloliste vom Januar 2003); bei Spielerinnen ohne Elo-Zahl ist die nationale Wertung eingeklammert angegeben
- Nation: Nationalität gemäß Eloliste vom Januar 2003; ARG = Argentinien, BUL = Bulgarien, FRA = Frankreich, GER = Deutschland, NED = Niederlande, SWE = Schweden
- G: Anzahl Gewinnpartien
- R: Anzahl Remispartien
- V: Anzahl Verlustpartien
- Pkt.: Anzahl der erreichten Punkte
- Partien: Anzahl der gespielten Partien

## Club de Clichy-Echecs-92
| Nr. | Titel | Name                | Elo  | Nation | G | R | V | Pkt. | Partien |
| --- | ----- | ------------------- | ---- | ------ | - | - | - | ---- | ------- |
| 1   | GM    | Antoaneta Stefanowa | 2550 | BUL    | 3 | 0 | 0 | 3    | 3       |
| 2   | IM    | Silvia Collas       | 2348 | FRA    | 3 | 0 | 0 | 3    | 3       |
| 3   |       | Petra Schuurman     | 2293 | NED    | 2 | 1 | 0 | 2,5  | 3       |
| 4   |       | Marina Costagliola  | 2220 | FRA    | 2 | 1 | 0 | 2,5  | 3       |

## Club de Cannes Echecs
| Nr. | Titel | Name                     | Elo  | Nation | G | R | V | Pkt. | Partien |
| --- | ----- | ------------------------ | ---- | ------ | - | - | - | ---- | ------- |
| 1   | IM    | Peng Zhaoqin             | 2433 | NED    | 2 | 0 | 1 | 2    | 3       |
| 2   | WIM   | Marie Sebag              | 2394 | FRA    | 1 | 0 | 1 | 1    | 2       |
| 3   | WGM   | Maria Leconte            | 2314 | FRA    | 2 | 0 | 1 | 2    | 3       |
| 4   | WGM   | Bettina Trabert          | 2292 | GER    | 2 | 1 | 0 | 2,5  | 3       |
| 5   | WIM   | Friederike Wohlers-Armas | 2170 | FRA    | 1 | 0 | 0 | 1    | 1       |

## Évry Grand Roque
| Nr. | Titel | Name             | Elo  | Nation | G | R | V | Pkt. | Partien |
| --- | ----- | ---------------- | ---- | ------ | - | - | - | ---- | ------- |
| 1   | GM    | Pia Cramling     | 2470 | SWE    | 2 | 0 | 1 | 2    | 3       |
| 2   | WGM   | Claudia Amura    | 2359 | ARG    | 2 | 0 | 1 | 2    | 3       |
| 3   | WIM   | Marina Roumegous | 2217 | FRA    | 2 | 1 | 0 | 2,5  | 3       |
| 4   |       | Aurélie Dacalor  | 2059 | FRA    | 2 | 0 | 1 | 2    | 3       |

## Club de Thomas Bourgneuf - Créteil
| Nr. | Titel | Name                | Elo    | Nation | G | R | V | Pkt. | Partien |
| --- | ----- | ------------------- | ------ | ------ | - | - | - | ---- | ------- |
| 1   |       | Sophie Lam          | 2074   | FRA    | 1 | 0 | 2 | 1    | 3       |
| 2   |       | Helene L'Huillier   | (1990) | FRA    | 0 | 1 | 0 | 0,5  | 1       |
| 3   |       | Laurie Delorem      | 2013   | FRA    | 0 | 1 | 2 | 0,5  | 3       |
| 4   |       | Toutia Brih         | (1870) | FRA    | 0 | 0 | 3 | 0    | 3       |
| 5   |       | Cynthia Dourerassou | (1560) | FRA    | 0 | 0 | 1 | 0    | 1       |

## Club de Mulhouse Philidor
| Nr. | Titel | Name               | Elo    | Nation | G | R | V | Pkt. | Partien |
| --- | ----- | ------------------ | ------ | ------ | - | - | - | ---- | ------- |
| 1   | WIM   | Anne Muller        | 2173   | FRA    | 2 | 0 | 1 | 2    | 3       |
| 2   |       | Stephanie Feuvrier | 2055   | FRA    | 2 | 1 | 0 | 2,5  | 3       |
| 3   |       | Veronique Muller   | (1900) | FRA    | 1 | 1 | 0 | 1,5  | 2       |
| 4   |       | Nathalie Bertin    | (1730) | FRA    | 1 | 1 | 0 | 1,5  | 2       |
| 5   |       | Myriam Weck        | (1780) | FRA    | 2 | 0 | 0 | 2    | 2       |

## Club de J.E.E.N.
| Nr. | Titel | Name              | Elo    | Nation | G | R | V | Pkt. | Partien |
| --- | ----- | ----------------- | ------ | ------ | - | - | - | ---- | ------- |
| 1   |       | Mouna Daya        | 2100   | FRA    | 1 | 0 | 2 | 1    | 3       |
| 2   |       | Aurelia Gatine    | 2065   | FRA    | 1 | 0 | 2 | 1    | 3       |
| 3   |       | Stephanie Chauvin | (1830) | FRA    | 1 | 1 | 1 | 1,5  | 3       |
| 4   |       | Emmanuelle Ruiz   | (1610) | FRA    | 0 | 0 | 3 | 0    | 3       |

## Club de Agneaux Saint-Lô
| Nr. | Titel | Name                | Elo    | Nation | G | R | V | Pkt. | Partien |
| --- | ----- | ------------------- | ------ | ------ | - | - | - | ---- | ------- |
| 1   |       | Mathilde Choisy     | 2039   | FRA    | 1 | 0 | 2 | 1    | 3       |
| 2   |       | Chloe Huisman       | (1998) | FRA    | 1 | 0 | 2 | 1    | 3       |
| 3   |       | Lisa Barbet         | (1560) | FRA    | 1 | 0 | 2 | 1    | 3       |
| 4   |       | Axelle Desmoulieres | (1660) | FRA    | 2 | 0 | 1 | 2    | 3       |

## Club de L'Echiquier Chalonnais
| Nr. | Titel | Name                | Elo    | Nation | G | R | V | Pkt. | Partien |
| --- | ----- | ------------------- | ------ | ------ | - | - | - | ---- | ------- |
| 1   |       | Florence Wolfangel  | (1967) | FRA    | 0 | 0 | 3 | 0    | 3       |
| 2   |       | Delphine Griffe     | (1720) | FRA    | 0 | 0 | 3 | 0    | 3       |
| 3   |       | Salomé Neuhauser    | (1390) | FRA    | 0 | 0 | 2 | 0    | 2       |
| 4   |       | Melanie Mansion     | (1250) | FRA    | 0 | 0 | 2 | 0    | 2       |
| 5   |       | Chantal Veillerette | (1520) | FRA    | 0 | 0 | 2 | 0    | 2       |